# Championnat de Suède de football 2009
Navigation
Championnat de Suède 2008 Championnat de Suède 2010
Le championnat de Suède de football 2009 est la 85e édition de ce championnat.

## Classement[1]
| Rang | Équipe            | Pts | J  | G  | N  | P  | Bp | Bc | Diff |
| ---- | ----------------- | --- | -- | -- | -- | -- | -- | -- | ---- |
| 1    | AIK Solna         | 61  | 30 | 18 | 7  | 5  | 36 | 20 | +16  |
| 2    | IFK Göteborg      | 57  | 30 | 17 | 6  | 7  | 53 | 24 | +29  |
| 3    | IF Elfsborg       | 55  | 30 | 15 | 10 | 5  | 43 | 34 | +9   |
| 4    | Kalmar FF         | 50  | 30 | 14 | 8  | 8  | 53 | 39 | +14  |
| 5    | BK Häcken         | 48  | 30 | 13 | 9  | 8  | 43 | 30 | +13  |
| 6    | Örebro SK         | 45  | 30 | 12 | 9  | 9  | 33 | 32 | +1   |
| 7    | Malmö FF          | 43  | 30 | 11 | 10 | 9  | 40 | 25 | +15  |
| 8    | Helsingborgs IF   | 43  | 30 | 13 | 4  | 13 | 39 | 39 | 0    |
| 9    | Trelleborgs FF    | 41  | 30 | 11 | 8  | 11 | 41 | 34 | +7   |
| 10   | Gefle IF          | 39  | 30 | 10 | 9  | 11 | 28 | 38 | -10  |
| 11   | GAIS              | 35  | 30 | 8  | 11 | 11 | 41 | 38 | +3   |
| 12   | IF Brommapojkarna | 34  | 30 | 9  | 7  | 14 | 32 | 46 | -14  |
| 13   | Halmstads BK      | 32  | 30 | 8  | 8  | 14 | 29 | 43 | -14  |
| 14   | Djurgårdens IF    | 29  | 30 | 8  | 5  | 17 | 24 | 49 | -25  |
| 15   | Örgryte IS        | 25  | 30 | 6  | 7  | 17 | 27 | 49 | -22  |
| 16   | Hammarby IF       | 22  | 30 | 6  | 4  | 20 | 22 | 44 | -22  |

Légende du classement
- Qualification pour le deuxième tour préliminaire de la Ligue des Champions 2010-2011
- Qualification pour le troisième tour de qualification  de la Ligue Europa 2010-2011
- Qualification pour le deuxième tour de qualification  de la Ligue Europa 2010-2011
- Qualification pour le premier tour de qualification  de la Ligue Europa 2010-2011 (fair-play pour Gefle)
- Barrage de relégation
- Relégation en Superettan

## Barrage de relégation
| 4 novembre 2009 | Assyriska FF (D2)                        | 2 – 0   | (D1) Djurgårdens IF |  |  |
| 19h15           | Dennis Ostlundh 39e · Goran Marklund 47e | (1 – 0) |                     |  |  |

| 8 novembre 2009 | Djurgårdens IF (D1)                                        | 3 – 0   | (D2) Assyriska FF |  |  |
| 16h45           | Jan Tauer 52e · Christer Youssef 59e · Mattias Jonson 117e | (0 – 0) |                   |  |  |

## Bilan de la saison
| Tableau d'Honneur                |           |
| Compétition                      | Vainqueur |
| Championnat de Suède de football | AIK Solna |
| Coupe de Suède de football       | AIK Solna |

| Promotions et relégations |                             |
| Relégués en Superettan    | Örgryte IS, Hammarby IF     |
| Promus en Allsvenskan     | Mjällby AIF, Åtvidabergs FF |